# Come noi
Come noi (svenska: Som oss) är en låt av den sanmarinesiska flickgruppen Idols SM. Den skrevs av Francesco Sancisi, Nicola Della Valle och Paolo Macina, som tävlade för San Marino i Eurovision Song Contest 2008 som gruppen Miodio. Låten släpptes den 1 november 2024 och representerade San Marino i Junior Eurovision Song Contest 2024, där den slutade på sjuttonde plats med 47 poäng.

## Junior Eurovision Song Contest
2024 föreslog Alessandro Capicchioni, som är delegationschef för San Marino i Eurovision Song Contest och Junior Eurovision Song Contest, för sångarna Asia Ceccoli, Giorgia De Scisciolo, Giulia Rinaldi och Vera Stefania Olkhovskaya att de kunde representera landet vid Junior Eurovision Song Contest 2024. De introducerades som Idols SM och tillkännagavs som San Marinos deltagare under välgörenhetsevenemanget Sogna ragazzo sogna den 11 september 2024. Det avslöjades också att låten "Come noi" är den som gruppen skulle sjunga vid tävlingen.
Junior Eurovision Song Contest 2024 ägde rum i Madrid, Spanien, den 16 november 2024. Gruppen framförde låten med startnummer 13 i tävlingen. Idols SM slutade på sjuttonde plats med 47 poäng.